# حموضة معوية
حموضة معوية (بالإنجليزية: Acidity)‏ هي حالة تحدث عندما يتسلل حمض يسمى حمض الهيدروكلوريك بعد تناول الطعام ومجموعة من الانزيمات ومواد كيميائية أخرى إلى المريء , وهو الانبوب الذي يصل الفم بالمعدة وإذا بقى الحمض طويلا في المريء حيث لا ينبغى ان يتواجد فانه يحدث حرقا في بطانته يؤدى إلى شعور بحرقة الجوف وعدم الارتياح لذلك تعرف زيادة حموضة المعدة بحرقة فم.

## آلية الحدوث
عند تناول الطعام عن طريق الفم، يصل ذلك الطعام إلى المعدة لتبدأ عملية الهضم، فتقوم المعدة بإفراز البيبسينوجين، ثم تحول عن طريق حمض الهيدروليك إلى مادة يطلق عليها اسم بيبسين، تبدأ بهضم البروتين داخل المعدة، وحين ضعف عضلة المعدة العاصرة ينطلق الحمض إلى المريء مسبباً الحرقة.

## الأسباب
السبب المباشر هو اندفاع الحامض إلى المريء؛ لضعف العضلة العاصرة. وأما الأسباب التي تساعد على حدوث وتفاقم الأعراض هي
-تناول وجبات الطعام بسرعة.
-الأكل الدسم، والطعام الذي يحتوي على مكونات حارة، كالبهارات، والتوابل، والبصل، والأطعمة المقلية؛ بسبب احتوائها على الدهون.
-تناول الطماطم والشوكولاتة. الاستلقاء أو النوم مباشرة بعد الأكل.
-شرب المشروبات المنبهة، مثل: القهوة، والشاي، والمشروبات الغازية.

## العلاج
هناك بعض الأدوية التي تعطى بعد استشارة الطبيب ومنها الأدوية المخفضة لحموضة المعدة، مثل: (Losec, pariet , Nexium , lansoprazol) أما عن العلاجات الطبيعية والتي تعتمد أولا على تناول بعض أنواع الماكولات منها ː الحرص على شرب الماء بانتظام، بمقدار من 8-10 أكواب ماء؛ لأنها تساعد على راحة البطن والحموضة. الحرص على شرب الحليب والألبان، فهي تعمل على تخفيف تركيز حموضة المعدة. استعمال القرنفل. تناول كأس من الآيس الكريم بالفانيلا، . تناول عدد قليل من حبات اللوز، الإبقاء على الرأس مرتفعة باستخدام وسادة على شكل وتد، كما يحول النوم على الجانب الأيمن دون حدوث حمض الجزر أثناء الليل.

## وصلات إضافية
- أسباب وعلاج حموضة المعدة